# Phil Hill
 Ifj. Philip Toll Hill  (Miami, 1927. április 20. – Salinas, 2008. augusztus 28.) volt amerikai autóversenyző, az egyetlen amerikai születésű, valamint Mario Andretti mellett az egyetlen amerikai Formula–1-es világbajnok.

## Pályafutása
Santa Monicában kezdett versenyezni. 1949-ben Angliában tesztelt Jaguarokat és 1956-ban aláírta szerződését Enzo Ferrari csapatával. 1958-ban a francia nagydíjon mutatkozott be a Maseratival a Formula–1-ben. Ugyanebben az évben belga csapattársával, Olivier Gendebiennel megnyerte a Le Mans-i 24 órás autóversenyt, bár nehéz feltételek közt, az esős éjszakában vezetett. Ő és Gendebien még kétszer nyerték meg a híres versenyt.

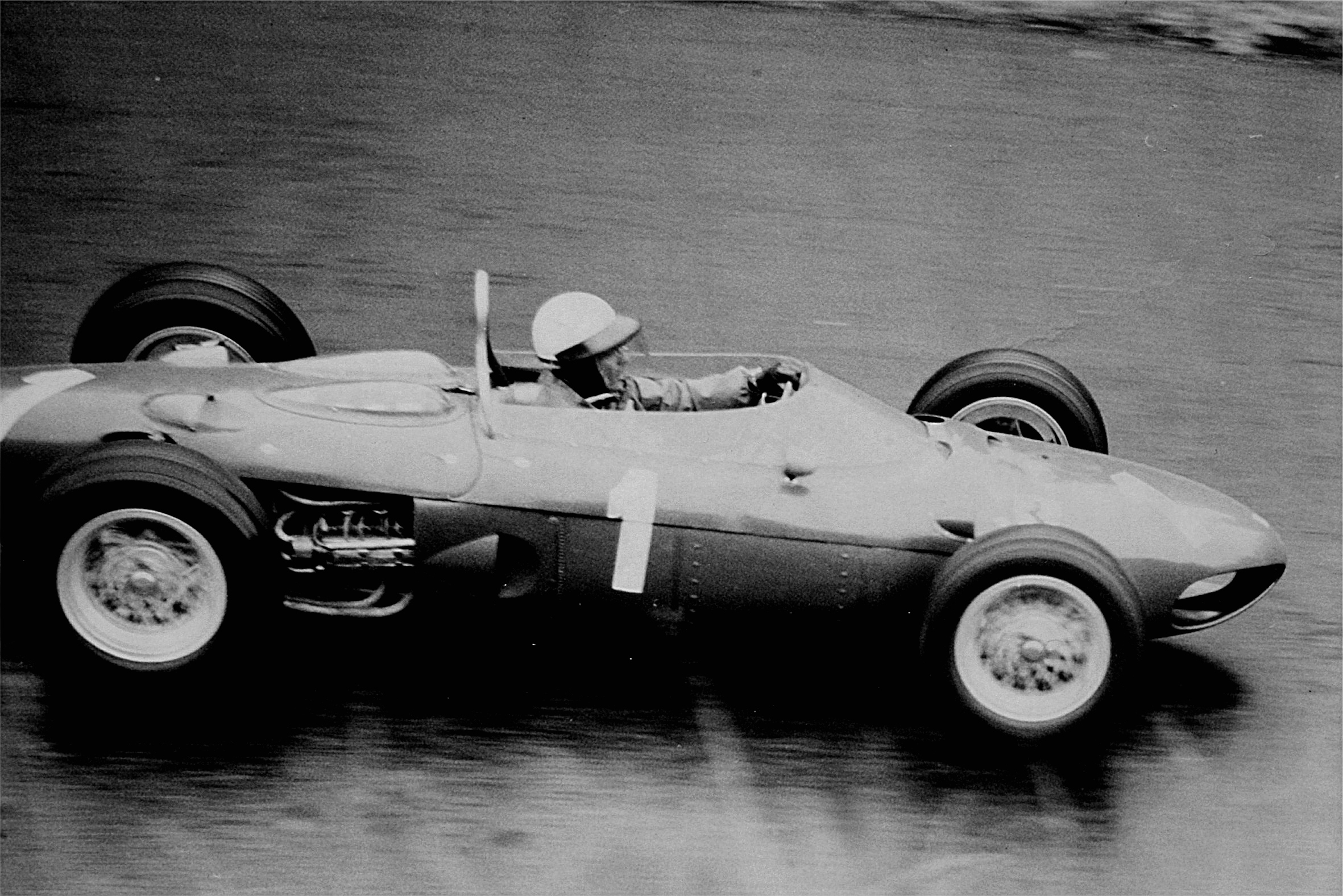
Phil Hill 1962-ben a Nürburgringen

1961-ben ismét megnyerte a Le Mans-i 24 órás versenyt. A Formula–1-ben kiváló szezont produkált. Bár teljesítményét nagyban beárnyékolta az a borzalmas tragédia, melyben csapattársa, Wolfgang von Trips életét vesztette. Az összetett pontversenyben végül az élen végzett, így világbajnoki címet ünnepelhetett. Ezzel ő lett az első, és ezidáig egyetlen amerikai születésű Formula–1-es világbajnok. 1962 végén Hill és csapattársa, Giancarlo Baghetti elhagyták a Ferrarit a szerelők sztrájkja miatt. Még pár évig versenyzett. Megfordult az ATS, a Cooper illetve az Eagle csapatnál.

### Élete a Formula–1 után
Később kommentátorként dolgozott. Hosszú időn keresztül írt cikkeket versenyekről, kiállításokról, régi autókról a Road &Track magazinnak. Utolsó éveiben ideje legnagyobb részét régi autó-gyűjteményének szentelte. Az Amerikai Motorsport Szövetség 1989-ben, a Nemzetközi Motorsport Szövetség 1991-ben vette fel halhatatlanjainak listájára. Fia, Derek versenyzett a Formula–3000 2001-es, 2002-es és 2003-as szezonjában.

## Eredményei

### Teljes Formula–1-es eredménysorozata
(Táblázat értelmezése)

(Félkövér:Pole-pozícióból indult 

Dőlt: leggyorsabb kört futott) 

| Év   | Csapat   | 1     | 2      | 3      | 4      | 5      | 6      | 7      | 8      | 9      | 10    | 11    | Csapat  | Helyezés | Pont    |
| ---- | -------- | ----- | ------ | ------ | ------ | ------ | ------ | ------ | ------ | ------ | ----- | ----- | ------- | -------- | ------- |
| 1958 | Maserati | ARG   | MON    | NED    | 500    | BEL    | FRA 7  | GBR    | GER 9  | POR    | ITA 3 | MOR 3 | Ferrari | 10.      | 9       |
| 1959 | Ferrari  | MON 4 | 500    | NED 6  | FRA 2  | GBR    | GER 3  | POR Ki | ITA 2  | USA Ki |       |       | Ferrari | 4.       | 20      |
| 1960 | Ferrari  | ARG 8 | MON 3  | 500    | NED Ki | BEL 4  | FRA 12 | GBR 7  | POR Ki | ITA 1  | USA 6 |       | Cooper  | 5.       | 16      |
| 1961 | Ferrari  | MON 3 | NED 2  | BEL 1  | FRA 9  | GBR 2  | GER 3  | ITA 1  | USA    |        |       |       | Ferrari | 1.       | 34 (38) |
| 1962 | Ferrari  | NED 3 | MON 2  | BEL 3  | FRA    | GBR Ki | GER Ki | ITA 11 | USA    | RSA    |       |       | Ferrari | 6.       | 14      |
| 1963 | ATS      | MON   | BEL Ki | NED Ki | FRA NC | GBR    | GER    | ITA 11 | USA Ki | MEX Ki | RSA   |       | ATS     | –        | 0       |
| 1964 | Cooper   | MON 9 | NED 8  | BEL Ki | FRA 7  | GBR 6  | GER Ki | AUT Ki | ITA    | USA Ki | MEX 9 |       | Cooper  | 19.      | 1       |
| 1966 | Eagle    | MON   | BEL    | FRA    | GBR    | NED    | GER    | ITA Nk | USA    | MEX    |       |       | Eagle   | –        | 0       |